# Sporobolus montanus
Sporobolus montanus är en gräsart som beskrevs av Adolf Engler. Sporobolus montanus ingår i släktet droppgräs, och familjen gräs. Inga underarter finns listade i Catalogue of Life.